# Palaiargia charmosyna
Palaiargia charmosyna – gatunek ważki z rodziny pióronogowatych (Platycnemididae). Występuje na Nowej Gwinei i niektórych wyspach na północ od niej (w tym Yapen).